# (1128) Astrid
(1128) Astrid es el asteroide número 1128, en el cinturón principal. Fue descubierto por el astrónomo Eugène Joseph Delporte desde el observatorio de Uccle, el 10 de marzo de 1929. Su designación alternativa es 1929 EB. Está nombrado en honor de la reina belga Astrid de Suecia.

## Características orbitales
Astrid está situado a una distancia media de 2,787 ua del Sol, pudiendo acercarse hasta 2,657 ua. Su excentricidad es 0,04674 y la inclinación orbital 1,015°. Emplea en completar una órbita alrededor del Sol 1700 días.